# Muraltia brachyceras
Muraltia brachyceras är en jungfrulinsväxtart som beskrevs av Schlechter. Muraltia brachyceras ingår i släktet Muraltia och familjen jungfrulinsväxter. Inga underarter finns listade i Catalogue of Life.